# Élections au Parlement d'Andalousie de 2012
Les élections au Parlement d'Andalousie de 2012 (en espagnol : Elecciones al Parlamento de Andalucía de 2012) se tiennent le dimanche 25 mars 2012, afin d'élire les 109 députés de la IXe législature du Parlement d'Andalousie pour un mandat de quatre ans.
Pour la première fois depuis 1996, elles n'ont pas lieu en même temps que les élections générales.
Le Parti populaire de Javier Arenas remporte les élections régionales pour la première fois en Andalousie, mais échoue à mobiliser une partie de son électorat des élections générales, ce qui le prive de la majorité absolue que les sondages annonçaient. Au pouvoir depuis 30 ans, le Parti socialiste du président de la Junte José Antonio Griñán peut envisager de conserver la présidence s'il s'entend avec la Gauche unie, qui double son score de 2008 après avoir fait campagne contre l'austérité.
Trois semaines après la tenue du scrutin, le Parti socialiste et la Gauche unie signent un accord de coalition. José Antonio Griñán est investi pour un second mandat au début du mois de mai 2012 et constitue alors un gouvernement de coalition.

## Contexte

### Majorité absolue du PSOE
Pour la huitième fois consécutive, le Parti socialiste (PSOE-A) remporte la victoire à l'occasion des élections régionales du 9 mars 2008. Il s'impose pour la cinquième fois avec la majorité absolue des sièges, offrant au président de la Junte Manuel Chaves son sixième succès électoral avec 56 sièges de député. Le Parti populaire (PP) de Javier Arenas fait élire 47 parlementaires, un de plus que son record historique de 2000, en captant la majorité du vote du Partido Andalucista (PA), qui disparaît du Parlement. La Gauche unie (IULV-CA) conserve ses six élus,.
Le 17 avril suivant, Manuel Chaves est investi pour un sixième mandat par le Parlement. Il remporte 56 voix favorables sur 109, seul le Parti socialiste lui accordant sa confiance. Il présente son nouveau gouvernement de 15 conseillers dès le lendemain. L'exécutif est assermenté le 21 avril.

### Changement de président de la Junte
Le 6 avril 2009, la presse espagnole dévoile que le président du gouvernement espagnol José Luis Rodríguez Zapatero a l'intention de nommer Manuel Chaves, au pouvoir depuis 19 ans, comme vice-président et ministre de la Politique territoriale dans le cadre d'un important remaniement ministériel. Bien que Zapatero ait choisi depuis longtemps Mar Moreno comme successeure de Manuel Chaves, ce dernier impose José Antonio Griñán comme futur président de la Junte.
Désigné formellement candidat à la présidence par le Parti socialiste à la suite d'une réunion entre les secrétaires généraux provinciaux et Manuel Chaves le 8 avril, José Antonio Griñán est investi président de la Junte par le Parlement le 22 avril par 56 voix pour et 53 voix contre, le Parti populaire et la Gauche unie lui refusant leur confiance. Il annonce le lendemain la composition de son gouvernement, dont la principale surprise réside dans la nomination de la maire de Cordoue Rosa Aguilar, provenant de la Gauche unie. Le nouvel exécutif prête serment le 24 avril.

### Élections municipales de 2011
Les élections municipales du 22 mai 2011 constituent un tournant dans l'histoire électorale andalouse. Pour la première fois, le Parti populaire l'emporte en voix au niveau de l'ensemble de la communauté autonome. Avec 7 points d'avance sur le Parti socialiste, le PP s'adjuge la majorité absolue dans les huit capitales de province, ainsi que dans cinq députations provinciales sur huit. La grande nouveauté de ce scrutin réside dans le succès du PP dans les villes moyennes de l'Andalousie intérieure, où il devance pour la première fois le PSOE-A, alors qu'il avait bâti sa force depuis 15 ans sur les grandes villes littorales.
S'il obtient plus de maires, de conseillers municipaux et de majorités absolues que le PP, le PSOE-A n'a la certitude de conserver que trois des 29 villes les plus peuplées, toutes situées dans la province de Séville où son avance sur le PP se limite à seulement deux points de pourcentage : Dos Hermanas, Alcalá de Guadaíra et Utrera,. En sus des capitales provinciales, le PP obtient la majorité absolue dans les grandes villes de Jerez de la Frontera, Marbella et Algésiras. Il conquiert des fiefs historiques d'autres formations, comme Antequera pour le PSOE-A ou Écija pour le Partido Andalucista.

### Distinction des élections générales
Le 29 juillet 2011, le président du gouvernement espagnol José Luis Rodríguez Zapatero annonce que les élections générales prévues en mars 2012 auront lieu le 20 novembre 2011. Si José Antonio Griñán avait déclaré quatre jours auparavant que « les élections sont très bien en mars », la secrétaire à l'Organisation du PSOE d'Andalousie Susana Díaz avait au préalable indiqué « ne pas envisager d'autre scénario » qu'une concomitance des élections générales et régionales.
Peu après l'annonce de la décision de Zapatero, la conseillère à la Présidence de la Junte, Mar Moreno, indique que l'intention du président de la Junte est « d'aller au terme de la législature », soit de maintenir les élections autonomiques en mars 2012. Le 11 janvier 2012, José Antonio Griñán annonce que les élections au Parlement d'Andalousie se tiendront le 25 mars suivant. Il signe 19 jours plus tard le décret de dissolution du Parlement.

## Mode de scrutin

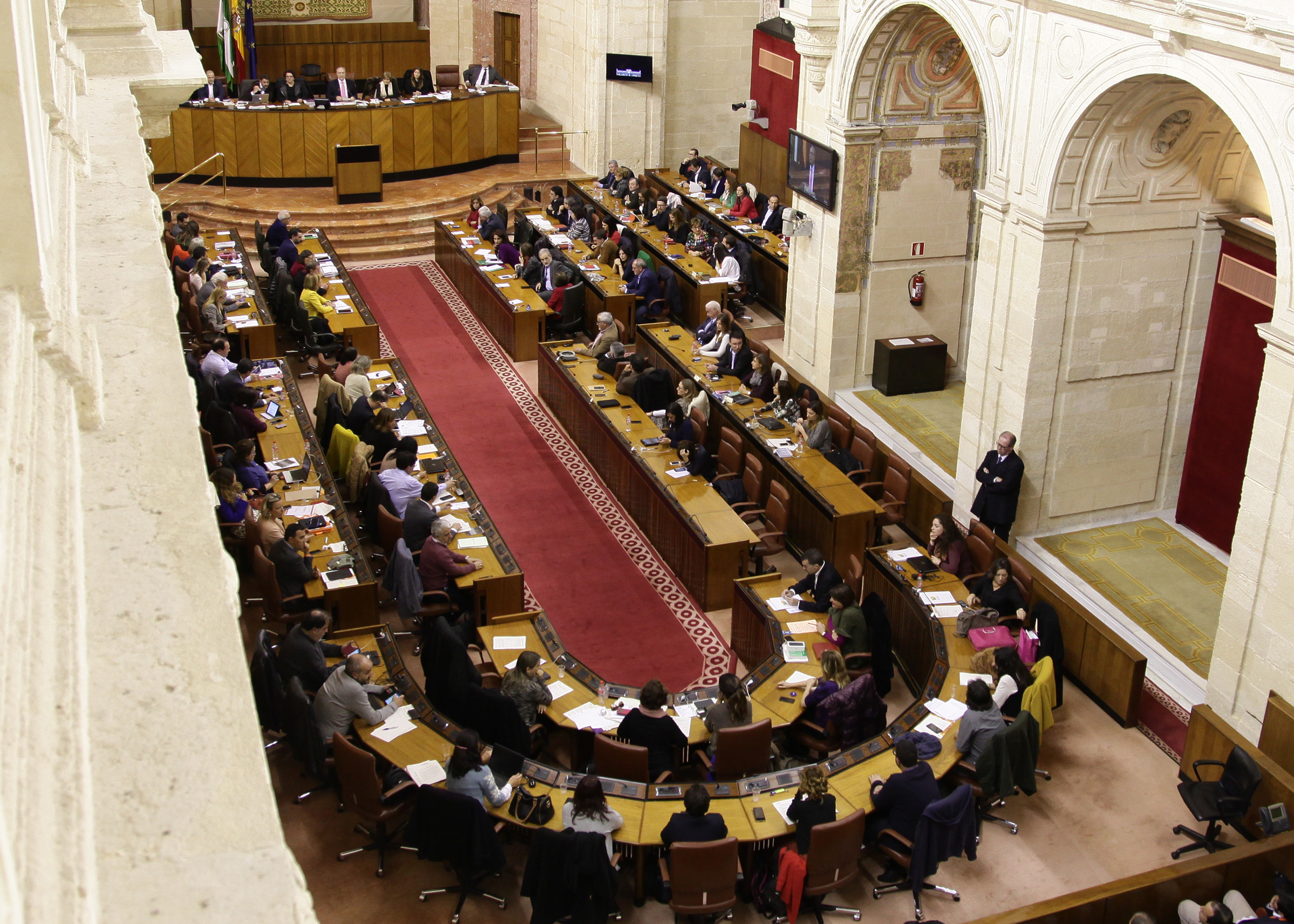
Hémicycle du Parlement, dans l'ancien hôpital de las Cinco Llagas.

Le Parlement d'Andalousie (Parlamento de Andalucía) est une assemblée parlementaire monocamérale constituée de 109 députés (diputados), élue pour une législature de quatre ans au suffrage universel direct selon les règles du scrutin proportionnel d'Hondt par l'ensemble des personnes résidant dans la communauté autonome où résidant momentanément à l'extérieur de celle-ci, si elles en font la demande.

### Convocation du scrutin
Conformément à l'article 101 du statut d'autonomie, le Parlement est élu pour un mandat de quatre ans. L'article 14 de la loi électorale andalouse du 2 janvier 1986, combiné aux dispositions l'article 42 de la loi électorale nationale, précise que les élections sont convoquées au moyen d'un décret du président de la Junte d'Andalousie, signé 25 jours avant la fin du mandat et publié au Journal officiel, le scrutin devant se tenir le 54e jour suivant la publication du décret mais pas entre le 1er juillet et le 31 août,. Cette interdiction a été instaurée en 1994, suivant des débats préalables aux élections de 1990, afin d'éviter une chute de la participation causée par la combinaison des vacances et des fortes chaleurs habituelles en Andalousie à cette période.

### Nombre de députés par circonscription
Puisque l'article 101 du statut d'autonomie prévoit que « le Parlement d'Andalousie sera constitué d'au moins 109 députés », l'article 17 de la loi électorale indique que le nombre de parlementaires est fixé à 109 et attribue à chaque circonscription 8 sièges d'office, les 45 mandats restant étant distribués en fonction de la population provinciale. L'article 104 du statut énonce effectivement que « la province constitue la circonscription électorale » et précise qu'aucune circonscription ne peut avoir plus du double de représentants qu'une autre.
Le décret de convocation des élections, publié le 31 janvier 2012, dispose que les sièges sont répartis ainsi : 
| Circonscriptions   | Députés | Carte |
| ------------------ | ------- | ----- |
| Séville            | 18      |       |
| Malaga             | 17      |       |
| Cadix              | 15      |       |
| Grenade            | 13      |       |
| Almería et Cordoue | 12      |       |
| Huelva et Jaén     | 11      |       |

### Présentation des candidatures
Peuvent présenter des candidatures,, : 
- les partis ou fédérations politiques enregistrées auprès du registre des associations politiques du ministère de l'Intérieur ;
  - ceux n'ayant pas obtenu de représentation lors du scrutin précédent doivent recueillir les parrainages d'au moins 0,1 % des inscrits ;
- les coalitions électorales de ces mêmes partis ou fédérations dûment constituées et inscrites auprès de la commission électorale au plus tard 10 jours après la convocation du scrutin ;
- et les électeurs de la circonscription, en nombre d'au moins 1 % des inscrits.

### Répartition des sièges
Seules les listes ayant recueilli au moins 3 % des suffrages valides — vote blanc inclus — peuvent participer à la répartition des sièges à pourvoir dans une circonscription, qui s'organise en suivant différentes étapes : 
- les listes sont classées en une colonne par ordre décroissant du nombre de suffrages obtenus ;
- les suffrages de chaque liste sont divisés par 1, 2, 3... jusqu'au nombre de députés à élire afin de former un tableau ;
- les mandats sont attribués selon l'ordre décroissant des quotients ainsi obtenus.

Lorsque deux listes obtiennent un même quotient, le siège est attribué à celle qui a le plus grand nombre total de voix ; lorsque deux candidatures ont exactement le même nombre total de voix, l'égalité est résolue par tirage au sort et les suivantes de manière alternative.

## Campagne

### Principales forces politiques
| Force politique | Force politique                                                                                            | Force politique | Chef de file                                | Idéologie                                                               | Résultats en 2008          |
| --------------- | --- | --------------- | ------------------------------------------- | ----------------------------------------------------------------------- | -------------------------- |
|                 | Parti socialiste ouvrier espagnol d'Andalousie (es) Partido Socialista Obrero Español de Andalucía         | PSOE-A          | José Antonio Griñán (Président de la Junte) | Centre gauche Social-démocratie, progressisme, nationalisme             | 48,4 % des voix 56 députés |
|                 | Parti populaire (es) Partido Popular                                                                       | PP              | Javier Arenas                               | Centre droit à droite Conservatisme, démocratie chrétienne, libéralisme | 38,5 % des voix 47 députés |
|                 | Gauche unie Les Verts – Appel pour l'Andalousie (es) Izquierda Unida Los Verdes-Convocatoria por Andalucía | IULV-CA         | Diego Valderas (es)                         | Gauche Communisme, écologisme, nationalisme                             | 7,1 % des voix 6 députés   |
|                 | Partido Andalucista (fr) Parti andalouciste                                                                | PA              | Pilar González (es)                         | Centre gauche Social-démocratie, fédéralisme, nationalisme              | 2,8 % des voix 0 député    |

## Résultats

### Total régional
|                          |                                                           |           |       |      |        |               |  |  |  |  |  |  |  |  |
| Parti                    | Parti                                                     | Voix      | %     | +/-  | Sièges | +/-           |  |  |  |  |  |  |  |  |
|                          | Parti populaire (PP)                                      | 1 570 833 | 40,67 | 2,22 | 50     | 3             |  |  |  |  |  |  |  |  |
|                          | Parti socialiste ouvrier espagnol d'Andalousie (PSOE-A)   | 1 527 923 | 39,56 | 8,85 | 47     | 9             |  |  |  |  |  |  |  |  |
|                          | Gauche unie Les Verts – Appel pour l'Andalousie (IULV-CA) | 438 372   | 11,35 | 4,29 | 12     | 6             |  |  |  |  |  |  |  |  |
|                          | Union, progrès et démocratie (UPyD)                       | 129 407   | 3,35  | 2,73 | 0      | en stagnation |  |  |  |  |  |  |  |  |
|                          | Partido Andalucista (PA)                                  | 96 770    | 2,51  | 0,25 | 0      | en stagnation |  |  |  |  |  |  |  |  |
|                          | EQuo                                                      | 20 383    | 0,53  | Nv   | 0      | en stagnation |  |  |  |  |  |  |  |  |
|                          | Parti animaliste contre la maltraitance animale (PACMA)   | 8 781     | 0,23  | Nv   | 0      | en stagnation |  |  |  |  |  |  |  |  |
|                          | Escaños en Blanco (EB)                                    | 5 660     | 0,15  | Nv   | 0      | en stagnation |  |  |  |  |  |  |  |  |
|                          | HARTOS.org y Voto en Blanco (Hartos)                      | 4 966     | 0,13  | Nv   | 0      | en stagnation |  |  |  |  |  |  |  |  |
|                          | Autres partis                                             | 24 571    | 0,64  | -    | 0      | -             |  |  |  |  |  |  |  |  |
|                          | Vote blanc                                                | 35 081    | 0,91  | 0,15 |        |               |  |  |  |  |  |  |  |  |
|                          |                                                           |           |       |      |        |               |  |  |  |  |  |  |  |  |
| Suffrages exprimés       | Suffrages exprimés                                        | 3 862 747 | 99,42 |      |        |               |  |  |  |  |  |  |  |  |
| Votes nuls               | Votes nuls                                                | 22 390    | 0,58  |      |        |               |  |  |  |  |  |  |  |  |
| Total                    | Total                                                     | 3 885 137 | 100   | -    | 109    | en stagnation |  |  |  |  |  |  |  |  |
| Abstention               | Abstention                                                | 2 507 483 | 39,23 |      |        |               |  |  |  |  |  |  |  |  |
| Inscrits / Participation | Inscrits / Participation                                  | 6 392 620 | 60,77 |      |        |               |  |  |  |  |  |  |  |  |

### Par circonscription
| Circonscription | Circonscription | Almería | Almería | Almería | Almería       | Cadix   | Cadix   | Cadix  | Cadix         | Cordoue | Cordoue | Cordoue | Cordoue       | Grenade | Grenade | Grenade | Grenade       |
| --------------- | --------------- | ------- | ------- | ------- | ------------- | ------- | ------- | ------ | ------------- | ------- | ------- | ------- | ------------- | ------- | ------- | ------- | ------------- |
|                 |                 |         |         |         |               |         |         |        |               |         |         |         |               |         |         |         |               |
| Sièges          | Sièges          | 12      | 12      | 12      | en stagnation | 15      | 15      | 15     | en stagnation | 12      | 12      | 12      | en stagnation | 13      | 13      | 13      | en stagnation |
|                 |                 |         |         |         |               |         |         |        |               |         |         |         |               |         |         |         |               |
|                 |                 | Nombre  | Nombre  | %       | %             | Nombre  | Nombre  | %      | %             | Nombre  | Nombre  | %       | %             | Nombre  | Nombre  | %       | %             |
| Inscrits        | Inscrits        | 471 305 | 471 305 | 100,00  | 100,00        | 982 982 | 982 982 | 100,00 | 100,00        | 639 864 | 639 864 | 100,00  | 100,00        | 736 874 | 736 874 | 100,00  | 100,00        |
| Abstentions     | Abstentions     | 202 784 | 202 784 | 43,03   | 43,03         | 459 795 | 459 795 | 46,78  | 46,78         | 214 328 | 214 328 | 33,50   | 33,50         | 276 795 | 276 795 | 37,56   | 37,56         |
| Votants         | Votants         | 268 521 | 268 521 | 56,97   | 56,97         | 523 187 | 523 187 | 53,22  | 53,22         | 425 536 | 425 536 | 66,50   | 66,50         | 460 079 | 460 079 | 62,44   | 62,44         |
| Nuls            | Nuls            | 1 238   | 1 238   | 0,46    | 0,46          | 2 440   | 2 440   | 0,47   | 0,47          | 2 551   | 2 551   | 0,60    | 0,60          | 2 716   | 2 716   | 0,59    | 0,59          |
| Exprimés        | Exprimés        | 267 283 | 267 283 | 99,54   | 99,54         | 520 747 | 520 747 | 99,53  | 99,53         | 422 985 | 422 985 | 99,40   | 99,40         | 457 363 | 457 363 | 99,41   | 99,41         |
|                 |                 |         |         |         |               |         |         |        |               |         |         |         |               |         |         |         |               |
| Partis          | Partis          | Voix    | %       | Sièges  | +/−           | Voix    | %       | Sièges | +/−           | Voix    | %       | Sièges  | +/−           | Voix    | %       | Sièges  | +/−           |
|                 | PP              | 136 935 | 51,23   | 7       | en stagnation | 210 726 | 40,47   | 7      | 1             | 167 899 | 39,69   | 5       | en stagnation | 198 768 | 43,46   | 6       | en stagnation |
|                 | PSOE-A          | 94 529  | 35,37   | 4       | 1             | 185 265 | 35,58   | 6      | 2             | 164 670 | 38,93   | 5       | 1             | 180 690 | 39,51   | 6       | en stagnation |
|                 | IULV-CA         | 18 922  | 7,08    | 1       | 1             | 66 034  | 12,68   | 2      | 1             | 56 404  | 13,33   | 2       | 1             | 45 591  | 9,97    | 1       | en stagnation |
|                 | UPyD            | 7 830   | 2,93    | 0       | en stagnation | 17 226  | 3,31    | 0      | en stagnation | 11 253  | 2,66    | 0       | en stagnation | 15 718  | 3,44    | 0       | en stagnation |
|                 | PA              | 2 553   | 0,96    | 0       | en stagnation | 25 514  | 4,90    | 0      | en stagnation | 12 135  | 2,87    | 0       | en stagnation | 5 208   | 1,14    | 0       | en stagnation |
|                 | Autres          | 4 283   | 1,60    |         |               | 10 766  | 2,07    |        |               | 6 444   | 1,52    |         |               | 7 697   | 1,68    |         |               |
|                 | Blanc           | 2 231   | 0,83    | 5 216   | 1,00          | 4 180   | 0,99    | 3 691  | 0,81          |         |         |         |               |         |         |         |               |

| Circonscription | Circonscription | Huelva  | Huelva  | Huelva | Huelva        | Jaén    | Jaén    | Jaén   | Jaén          | Malaga    | Malaga    | Malaga | Malaga        | Séville   | Séville   | Séville | Séville       |
| --------------- | --------------- | ------- | ------- | ------ | ------------- | ------- | ------- | ------ | ------------- | --------- | --------- | ------ | ------------- | --------- | --------- | ------- | ------------- |
|                 |                 |         |         |        |               |         |         |        |               |           |           |        |               |           |           |         |               |
| Sièges          | Sièges          | 11      | 11      | 11     | en stagnation | 11      | 11      | 11     | 1             | 17        | 17        | 17     | 1             | 18        | 18        | 18      | en stagnation |
|                 |                 |         |         |        |               |         |         |        |               |           |           |        |               |           |           |         |               |
| Inscrits        | Inscrits        | 393 151 | 393 151 | 100,00 | 100,00        | 537 314 | 537 314 | 100,00 | 100,00        | 1 120 443 | 1 120 443 | 100,00 | 100,00        | 1 510 687 | 1 510 687 | 100,00  | 100,00        |
| Abstentions     | Abstentions     | 157 052 | 157 052 | 39,95  | 39,95         | 163 579 | 163 579 | 30,44  | 30,44         | 489 271   | 489 271   | 43,67  | 43,67         | 543 879   | 543 879   | 36,00   | 36,00         |
| Votants         | Votants         | 236 099 | 236 099 | 60,05  | 60,05         | 373 735 | 373 735 | 69,56  | 69,56         | 631 172   | 631 172   | 56,33  | 56,33         | 966 808   | 966 808   | 64,00   | 64,00         |
| Nuls            | Nuls            | 1 657   | 1 657   | 0,70   | 0,70          | 2 296   | 2 296   | 0,61   | 0,61          | 3 274     | 3 274     | 0,52   | 0,52          | 6 218     | 6 218     | 0,64    | 0,64          |
| Exprimés        | Exprimés        | 234 442 | 234 442 | 99,30  | 99,30         | 371 439 | 371 439 | 99,39  | 99,39         | 627 898   | 627 898   | 99,48  | 99,48         | 960 590   | 960 590   | 99,36   | 99,36         |
|                 |                 |         |         |        |               |         |         |        |               |           |           |        |               |           |           |         |               |
| Partis          | Partis          | Voix    | %       | Sièges | +/−           | Voix    | %       | Sièges | +/−           | Voix      | %         | Sièges | +/−           | Voix      | %         | Sièges  | +/−           |
|                 | PP              | 90 576  | 38,63   | 5      | 1             | 152 591 | 41,08   | 5      | en stagnation | 274 374   | 43,70     | 8      | en stagnation | 338 964   | 35,29     | 7       | 1             |
|                 | PSOE-A          | 101 730 | 43,39   | 5      | 1             | 165 324 | 44,51   | 5      | 2             | 221 443   | 35,27     | 7      | en stagnation | 414 272   | 43,13     | 9       | 2             |
|                 | IULV-CA         | 25 536  | 10,89   | 1      | en stagnation | 32 562  | 8,77    | 1      | 1             | 76 458    | 12,18     | 2      | 1             | 116 865   | 12,17     | 2       | 1             |
|                 | UPyD            | 5 939   | 2,53    | 0      | en stagnation | 8 508   | 2,29    | 0      | en stagnation | 27 016    | 4,30      | 0      | en stagnation | 35 917    | 3,74      | 0       | en stagnation |
|                 | PA              | 5 395   | 2,30    | 0      | en stagnation | 5 833   | 1,57    | 0      | en stagnation | 12 494    | 1,99      | 0      | en stagnation | 27 638    | 2,88      | 0       | en stagnation |
|                 | Autres          | 3 209   | 1,37    |        |               | 3 879   | 1,04    |        |               | 10 380    | 1,65      |        |               | 17 703    | 1,84      |         |               |
|                 | Blanc           | 2 057   | 0,88    | 2 742  | 0,74          | 5 733   | 0,91    | 9 231  | 0,96          |           |           |        |               |           |           |         |               |

## Analyse

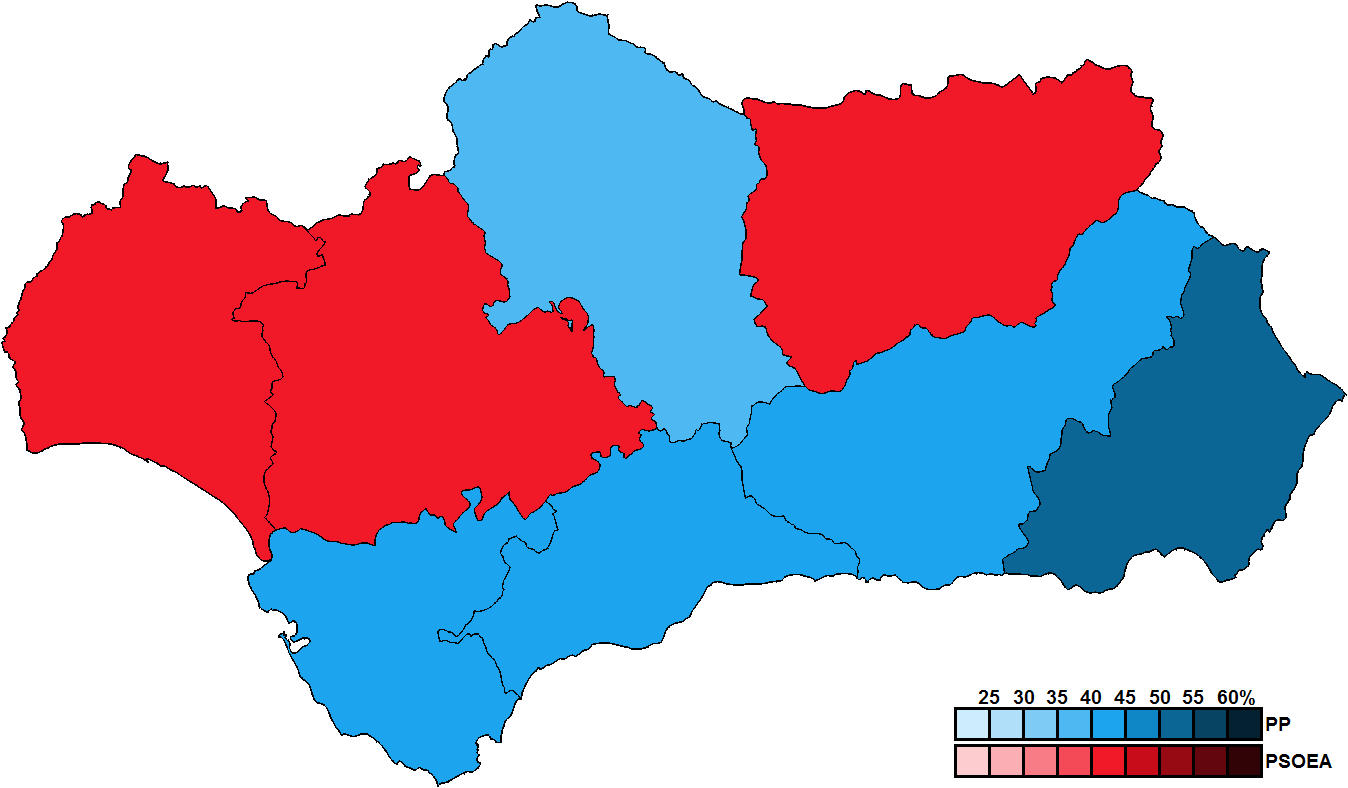
Parti arrivé en tête par circonscription et intensité de son score.

Si le Parti populaire (PP) de Javier Arenas remporte pour la première fois les élections régionales en Andalousie, ce résultat se révèle insuffisant pour gouverner. Alors que les sondages lui accordaient entre 7 et 12 points de pourcentage d'avance sur le Parti socialiste (PSOE-A) du président de la Junte José Antonio Griñán, il ne le devance finalement que d'un point. L'écart entre les deux formations passe ainsi de 400 000 voix aux élections générales du 20 novembre 2011 à seulement 40 000 au soir des élections autonomiques.
Le taux de participation recule à 60 %, mais la forte abstention semble cette fois-ci favoriser la gauche, alors qu'elle lui était traditionnellement défavorable, le PP échouant à mobiliser ses électeurs. Là où le PSOE-A obtient globalement le même nombre de voix qu'aux élections générales, le PP perd près de 450 000 suffrages. Progressant de 110 000 voix par rapport aux dernières régionales, la Gauche unie (IULV-CA) double sa représentation, faisant élire au moins un député dans chaque circonscription.
Progressant de trois sièges seulement, le PP échoue avec 50 parlementaires à conquérir la majorité absolue, ce qui le maintient de facto dans l'opposition. Du fait de sa bonne position dans les sondages, le Parti populaire avait choisi de mener une campagne discrète, Javier Arenas fuyant l'opposition directe avec le Parti socialiste et refusant la tenue d'un débat télévisé avec José Antonio Griñán. Paradoxalement, le succès historique que constitue sa première victoire andalouse se transforme en échec faute de pouvoir gouverner.
Conscient de la difficulté à mener une campagne sur son bilan alors qu'il gouverne la communauté autonome depuis 30 ans, que le taux de chômage atteint 30 % et qu'il est mis en cause dans une affaire de fraude aux subventions publiques, le PSOE-A a réussi à mobiliser l'électorat en dénonçant la politique d'austérité du président du gouvernement espagnol Mariano Rajoy et en agitant la crainte que Javier Arenas applique les mêmes mesures. Cette mobilisation a cependant exclusivement profité à la Gauche unie, qui a mené campagne quasi-exclusivement contre la politique économique et budgétaire du gouvernement espagnol.

## Suites
Le Parti socialiste et la Gauche unie ouvrent le 2 avril 2012 des négociations en vue de permettre la formation d'un gouvernement de gauche. Si le PSOE-A insiste sur la formation d'une coalition, IULV-CA ne s'engage pas dans cette voix et dit vouloir se concentrer sur le programme politique. Étant parvenus à s'entendre pour former un gouvernement conjoint, les deux partis présentent et signent le 18 avril leur accord de coalition. Le contrat est ratifié par les militants d'IULV-CA à plus de 75 % lors d'un référendum le 24 avril, puis à l'unanimité par le comité directeur du PSOE-A trois jours plus tard.
Le 3 mai, José Antonio Griñán est investi président de la Junte pour un deuxième mandat par le Parlement avec 58 voix pour, 51 voix contre et 1 vote nul : le PSOE-A et IULV-CA lui accordent leur confiance, à l'exception du député Juan Manuel Sánchez Gordillo, dont le vote n'est pas considéré comme un suffrage exprimé. Il est assermenté deux jours plus tard et annonce la composition de son second gouvernement qui comptera 11 conseillers, dont trois proposés par la Gauche unie. Le nouvel exécutif est assermenté et entre en fonction le 11 mai.